# David Hickinbottom
David Hickinbottom (...) è un ex danzatore su ghiaccio britannico. Insieme a Janet Sawbridge ha vinto una medaglia d'argento (1965) e una di bronzo (1964) ai Campionati mondiali di pattinaggio di figura e due medaglie d'argento (1964 e 1965) e una di bronzo (1963) ai Campionati europei di pattinaggio di figura.

## Palmarès
Con Janet Sawbridge
| Internazionali        | Internazionali | Internazionali | Internazionali |
| Evento                | 1963           | 1964           | 1965           |
| --------------------- | -------------- | -------------- | -------------- |
| Campionati mondiali   | 4°             | 3°             | 2°             |
| Campionati europei    | 3°             | 2°             | 2°             |
| Nazionali             |                |                |                |
| Campionati britannici | 2°             | 1°             | 1°             |